# رمضان‌علی تیموری
رمضان‌علی تیموری ( تولد ۱۳۳۸ بابلسر ،درگذشت ۴ دی ۱۳۸۸ در بابلسر) وزنه‌بردار ایرانی دستهٔ فوق سنگین بود. وی با رکورد ۴۳۰ کیلوگرم رکورددار دستهٔ +۱۰۵ کیلوگرم ایران و آسیا بود و اولین ایرانی بود که رکورد مجموع بیش از ۴۰۰ کیلو را به‌جا گذاشت.
تیموری محبوب‌ترین ورزش‌کار ایران در نیمهٔ اول دههٔ ۱۳۶۰ و ستارهٔ وزنه‌برداری ایران از سال ۱۳۵۹ تا ۱۳۷۴ بود. در آن دوران ورزش‌کاران ایرانی به ندرت در مسابقات قهرمانی جهان و دیگر تورنمنت‌های درجه اول ورزشی شرکت می‌کردند. با این حال تیموری چندین مدال طلای قهرمانی آسیا و یک مدال طلای ارتش‌های جهان را بدست آورده بود.
تیموری در سال ۱۳۶۵ در مسابقات بین‌المللی بلغارستان مدال طلا گرفت، در حالی‌که ۲۵ کیلو زیر رکوردش وزنه زده بود. ولی چند روز بعد آزمایش دوپینگش مثبت اعلام شد. واکنش هواداران او به این موضوع جالب بود؛ وقتی برای اولین بار مقاله‌ای انتقادی در مورد تیموری با امضای «یقنعلی بقال» در کیهان ورزشی منتشر شد، عده‌ای خانهٔ هنریک تمرز مفسر وزنه‌برداری کیهان ورزشی را [که تصور می‌شد نویسنده این مطلب است] به آتش کشیدند. خود تیموری هم هیچ‌گاه اتهام دوپینگ را نپذیرفت.
علی رغم این شهرت و محبوبیت، تیموری در تمام دوران ورزش و پس از ورزش خود مورد بی‌توجهی مطلق مسئولان بود. حتی وقتی در دی‌ماه ۱۳۸۸ پس از سال‌ها بیماری بر اثر ایست قلبی درگذشت، هیچ‌یک از رسانه‌ها عکسی از وی نداشتند و ذیل خبر درگذشت او تصاویری چون شمع سیاه، روبان مشکی و هالتر وزنه‌برداری درج کردند.